# Floyd "Tab" Talbert
El Sargento Primero Floyd M. Talbert (26 de agosto de 1923 - 18 de octubre de 1982) fue un soldado que sirvió en la Compañía Easy, 2.º Batallón, 506.º Regimiento de Infantería de Paracaidistas, 101.ª División Aerotransportada del Ejército de los Estados Unidos, durante la Segunda Guerra Mundial. Talbert fue interpretado en la miniserie Band of Brothers por el actor Matthew Leitch. La biografía de Talbert se publicó en el 2010 en el libro: "Una compañía de héroes: Memorias personales acerca de la verdadera Banda de Hermanos y su legado" (A Company of Heroes: Personal Memories about the Real Band of Brothers and the Legacy They Left Us).

## Juventud
Floyd Talber creció en Kokomo, Indiana con sus cuatro hermanos. Después de la Gran Depresión, Talbert y sus hermanos trabajaron en una carpintería y en algunas granjas mientras estudiaban, a fin de ayudar en casa.

## Servicio militar
Entusiasmado por la naturaleza del recién creado grupo de paracaidistas, Talbert se enlistó en el ejército el 24 de agosto de 1942 en el Fuerte Benjamín Harrison, localizado en Indianápolis, Indiana. Ahí solicitó su admisión a los paracaidistas. Lo asignaron a la Compañía Easy del 2. ºBatallón del 506.º Regimiento de Paracaidistas, de la 101.ª División Aerotransportada en Camp Toccoa, bajo la dirección del capitán Herbert Sobel. Como muchos de los otros hombres de la Compañía Easy, Talbert saltó el Día D. Además, Talbert saltó durante la Operación Market Garden en Holanda y peleó en Bastogne en el transcurso de la Batalla de las Ardenas.
El mayor Richard Winters se refería a él como su "Ángel guardián".

## Posguerra
Después de la guerra decidió no continuar con el servicio ni reunirse con sus amigos de la compañía Easy, hasta que se presentó en una reunión de la Compañía Easy poco antes de morir. En el libro Band of Brothers del autor Stephen Ambrose se le describe como un alcohólico, viviendo en las montañas de California. Los descendientes de Talbert han tratado de corregir esta impresión. De acuerdo con uno de sus hermanos:

Ingresó en la Universidad de Indiana después de terminar su servicio en el ejército e inmediatamente aceptó un trabajo en Union Carbide en Kokomo, Indiana. La misma organización lo transfirió a Alexandria, Indiana, donde trabajó durante años. Finalmente decidió trabajar de granjero a tiempo completo. Además fue vendedor de automóviles.

Su vida en California fue exactamente como él la había soñado. Se estableció en Redding, California y vivió ahí durante muchos años. Adoraba cazar y pescar y se enamoró del lugar.

Su hija se enfadó mucho cuando leyó el libro de Ambrose. Él le dijo que no culpara a Ambrose porque solo estaba retratando lo que le habían contado los demás.

## Muerte
Talbert murió de complicaciones en el corazón el 18 de octubre de 1982 en Shasta, California.

## Medallas y condecoraciones
|  | Estrella de bronce                                                                   |
|  | Corazón Púrpura                                                                      |
|  | Presidential Unit Citation with one Oak Leaf Cluster                                 |
|  | European-African-Middle Eastern Campaign Medal with 3 service stars and arrow device |
|  | World War II Victory Medal                                                           |
|  | Army of Occupation Medal                                                             |
|  | Croix de guerre con palma                                                            |
|  | Medalla Francesa de la Liberación                                                    |
|  | Belgian WWII Service Medal                                                           |
|  | Combat Infantryman Badge                                                             |
|  | Parachutist Badge con 2 estrellas de salto                                           |